# Процес Брдо-Бриони
Процес Брдо-Бриони (енгл. Brdo-Brijuni Process) је мултилатерални догађај који се одржава сваке године на Западном Балкану. Покренули су га 2013. председник Словеније Борут Пахор и председник Хрватске Иво Јосиповић. Први званични састанак одржан је на Брду код Крања. Главни фокус је проширење Европске уније на државе Западног Балкана.
Сличне састанке на премијерском нивоу одржали су 2010. и 2011. тадашњи премијери Словеније и Хрватске Борут Пахор и Јадранка Косор. Процес Брдо-Бриони чине Словенија и Хрватска (државе чланице ЕУ) као и кандидати и потенцијални кандидати за чланство у ЕУ са Западног Балкана (Србија, Црна Гора, Албанија, Северна Македонија, Босна и Херцеговина и Република Косово).
Берлински процес је 2014. покренула тадашња канцеларка Немачке Ангела Меркел, који чине све државе укључене у Процес Брдо-Бриони.

## Тренутни представници
- Словенија
Наташа Пирц Мусар
Председница
- Хрватска
Зоран Милановић
Председник
- Србија
Александар Вучић
Председник
- Црна гора
Јаков Милатовић
Председник
- Република Косово
Вјоса Османи
Председник
- Албанија
Бајрам Бегај
Председник
- Северна Македонија
Гордана Силјановска Давкова
Председник
- Босна и Херцеговина
Денис Бећировић
Председавајући Председништва